# Santuario Matsunoo
Il santuario Matsunoo (松尾大社) è un santuario shintoista (Jinja) situato un paio di kilometri a sud dell'area Arashiyama di Kyōto, Giappone. Ospita una fonte sacra che sgorga alla base della montagna. Si dice che durante il trasferimento della capitale da Nagaoka a Kyoto, un nobile vide una tartaruga bagnarsi sotto la cascata della fonte e per questo vi costruì il santuario. È uno dei più antichi santuari dell'area di Kyoto, la sua fondazione risale al 700 d.C. Le proprietà ristorative della fonte portano molte compagnie industriali di sakè e altro della zona a recarsi al santuario per pregare affinché i loro prodotti abbiano buon successo.
Il santuario offre inoltre dei kinpaku miki (sakè benedetto) durante gli hatsumode.